# Nephelodes violans
Nephelodes violans là một loài bướm đêm trong họ Noctuidae.